# Riddargatan

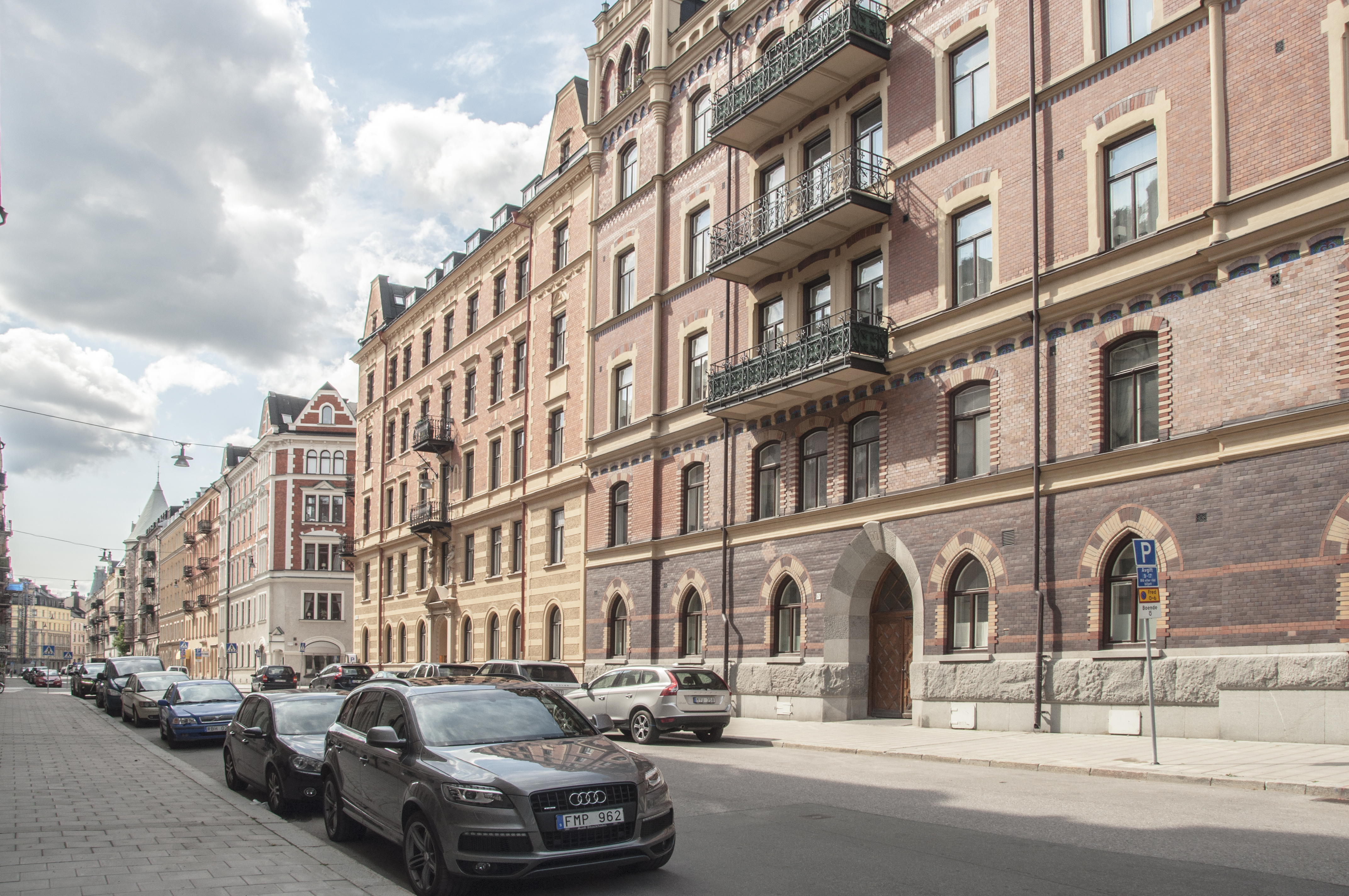
Riddargatan från Narvavägen mot väst, juni 2013.

Riddargatan är en gata på Östermalm i Stockholms innerstad. Den sträcker sig från Grev Turegatan i väster till Narvavägen i öster och är cirka 1,1 kilometer lång. Gatan i hela sin sträckning fick sitt nuvarande namn 1857 men det östra avsnittet kallades redan 1639 Riddargathon.

## Historik

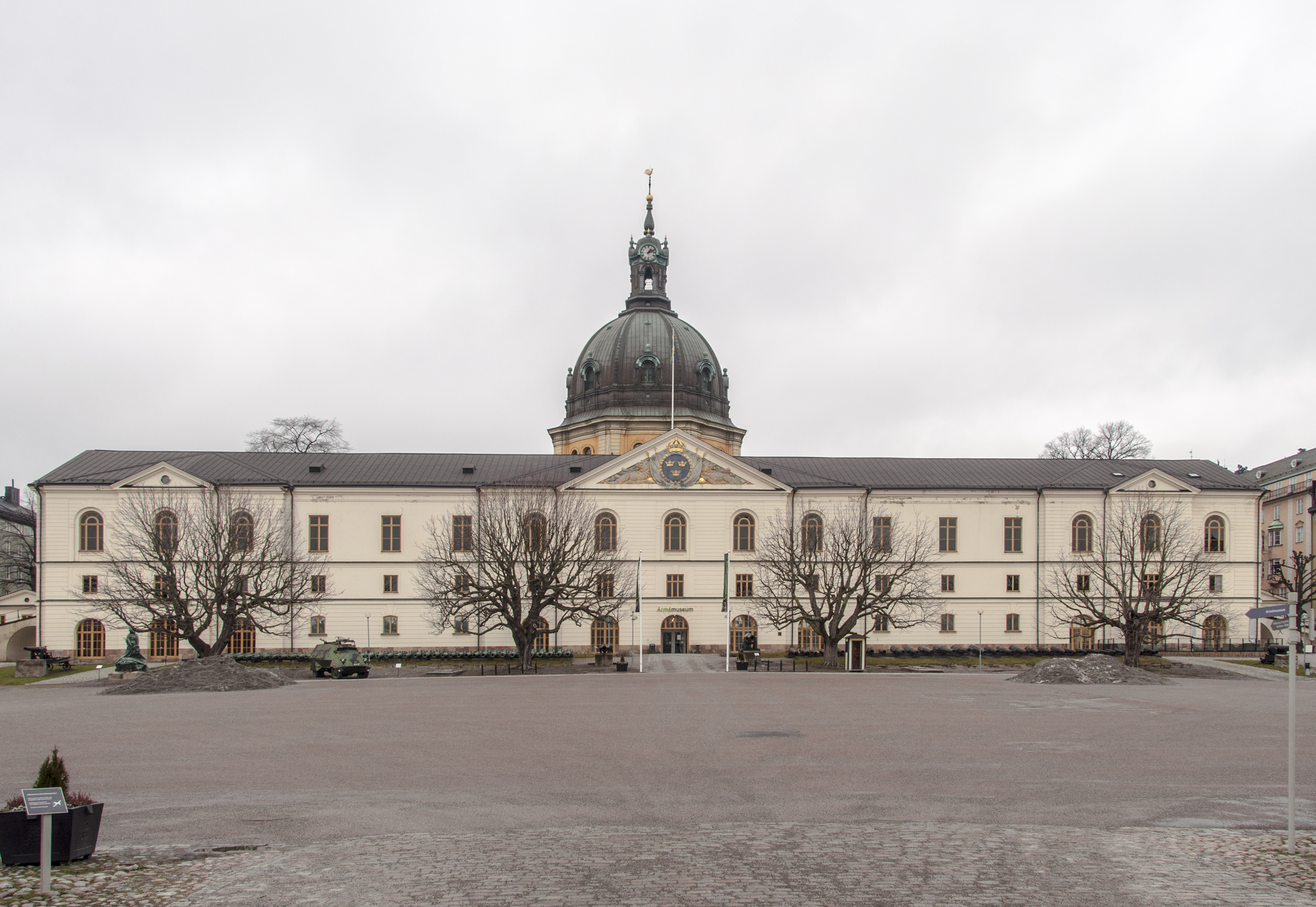
Armémuseets fasad mot Riddargatan.

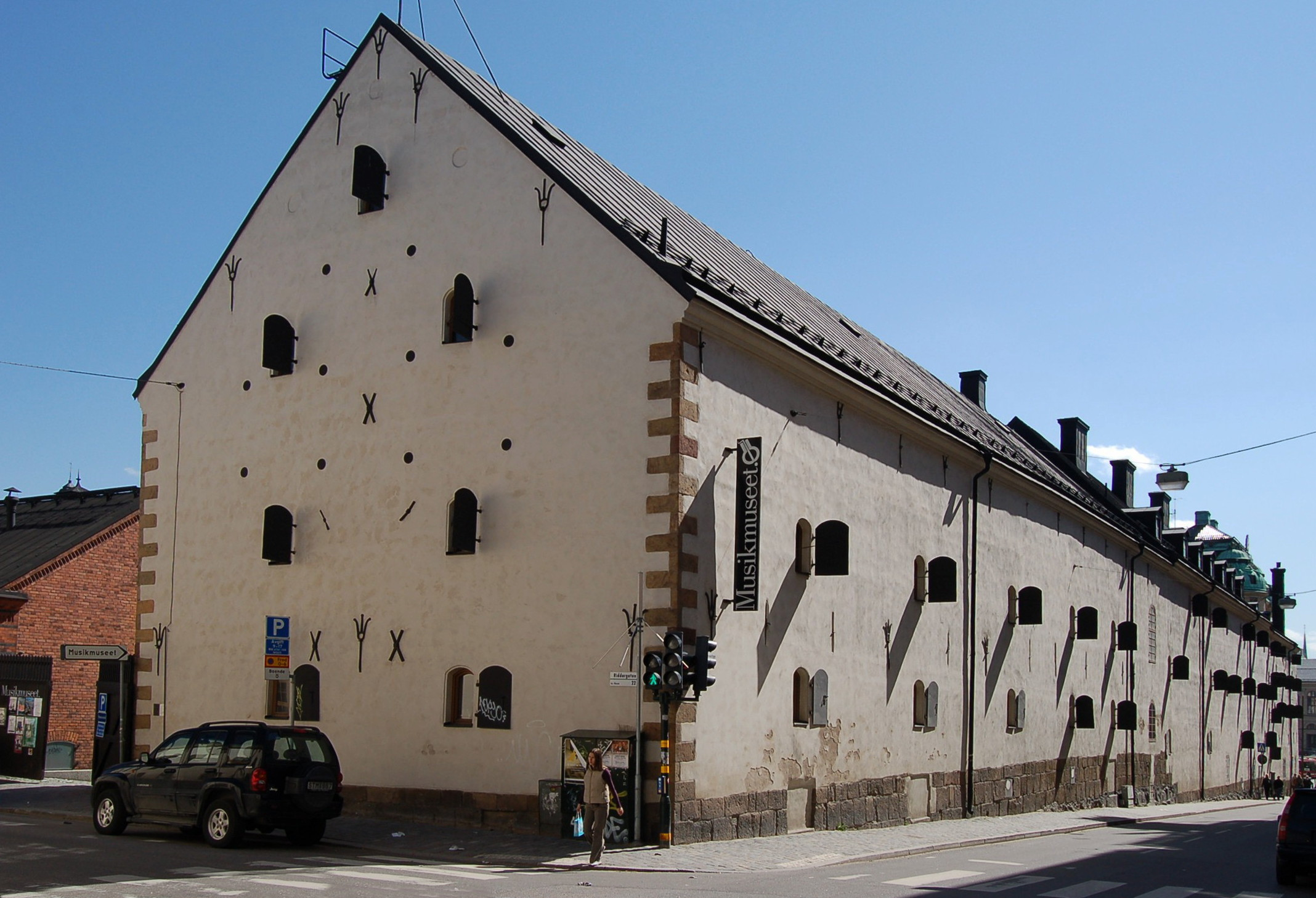
Musikmuseet (Kronobageriet) i hörnet Sibyllegatan/Riddargatan.

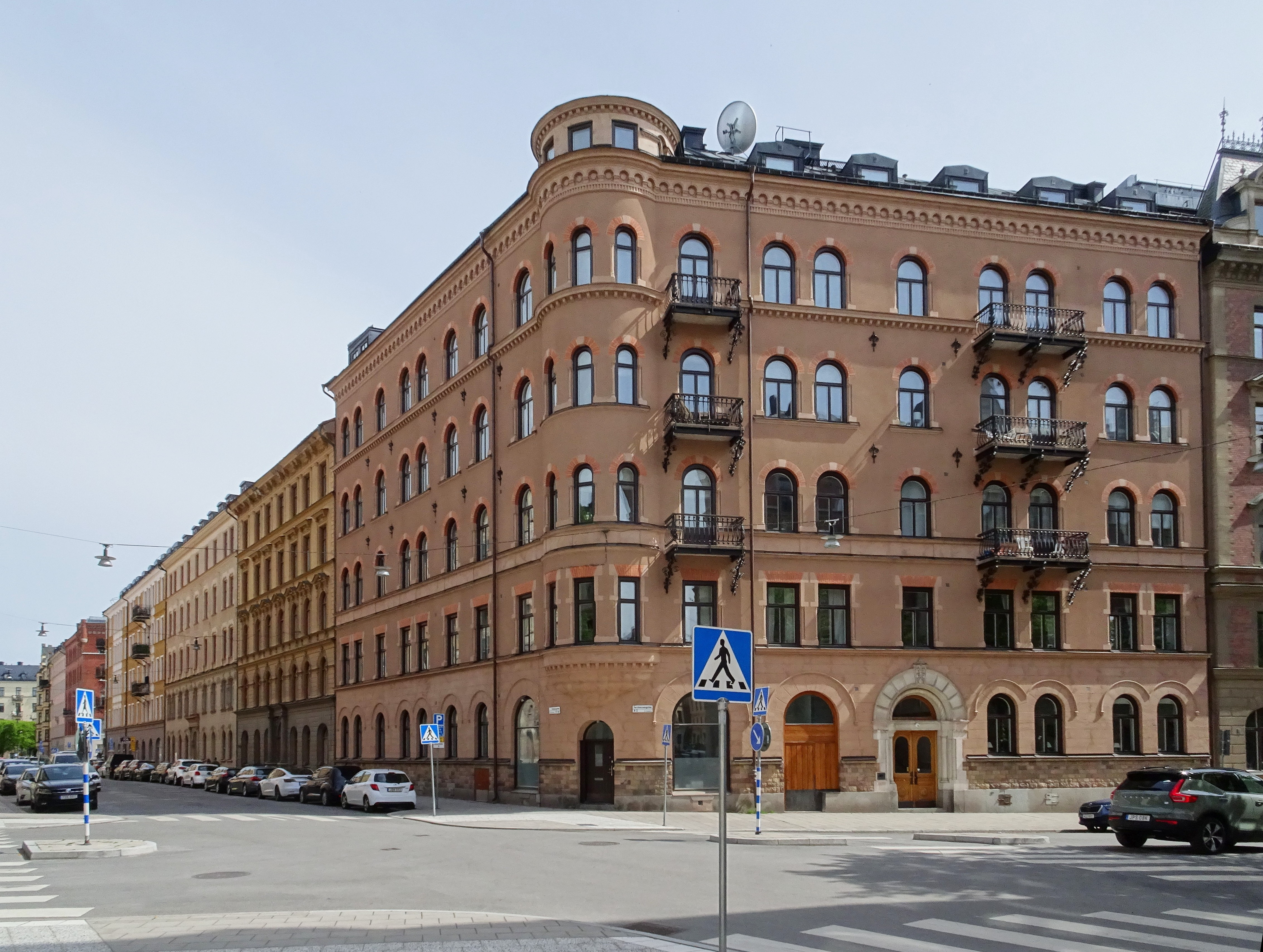
Riddargatan österut vid Torstenssonsgatan 4 (Sergeanten 2).

Riddargatans nuvarande sträckning anlades redan på 1640-talet i samband med stadsplaneringen av Ladugårdslandet. Namnet Riddargathon förekommer 1639. Förleden "riddar" syftar förmodligen till adliga herrar som Per Brahe den yngre, Clas Larsson Fleming och Ture Bielke som ägde sjötomter utmed gatan. Vid den tiden låg Ladugårdslandsvikens strandlinje direkt söder om gatan. Den västra delen av dagens Riddargatan kallades tidigare Sperlingens backe efter den tyskfödde ämbetsmannen Caspar Otto Sperling. På 1880-talet tog Riddargatan sin början vid Grev Magnigatan och fastigheten Ädelman större 5 var första huset med adress Riddargatan nr 1. På 1890-talet förlängdes Riddargatan österut till Narvavägen och nuvarande numrering infördes.
Stadsplaner från 1938 och 1939 medgav en breddning av Riddargatans södra sida till totalt 18 meter vilket var tänkt att genomföras för hela Riddargatan mellan Artillerigatan och Grev Magnigatan. Planen realiserades bara delvis och syns idag i den tillbakadragna fasaden för hörnhuset Ädelman mindre 18 och 19 (Riddargatan 44-46) som uppfördes 1939 efter ritningar av arkitekt Albin Stark, i enlighet med den nya stadsplanen. På platsen fanns ett flerbostadshus ritat 1894 av arkitekt Anders Gustaf Forsberg.

## Byggnader och adresser längs gatan
- Nr. 4:  Tidigare konditori Sturekatten
- Nr. 5:  Tidigare Högre lärarinneseminariet
- Nr. 7:  Affärs- och bostadsfastigheten Riddaren 17
- Nr. 12: Läkarhuset Skravelberget större 11
- Nr. 13: Armémuseum
- Nr. 22: Musik- och teatermuseet (tidigare Kronobageriet)
- Nr. 23: Tidigare Privata högre lärarinneseminariet
- Nr. 24: Kungliga hovstallet
- Nr. 32: Makedoniens ambassad i Stockholm
- Nr. 44–56: Kvarteret Ädelman
- Nr. 56: Ädelman större 5
- Nr. 66–72: Kvarteret Sergeanten
- Nr. 66: Sergeanten 2